# Turnitin
Turnitin是美国一家基于互联网的提供内容抄袭检测服务的商业公司，成立于1997年，目前是先進出版公司的子公司。

## 業務
一些大学及中学会购买Turnitin的软件即服务（SaaS）的许可证，并提交文件，以便与数据库和其他网站的内容进行比对。Turnitin会对每个提交的文件生成反馈报告，标记与其他资源相似的内容，确定是否存在抄袭行为。反馈报告也可用于形成性评量，以指导学生避免抄袭并提高写作能力。

## 歷史
Turnitin的母公司，有限公司，同时负责经营一家名为Plagiarism.org的信息网站。iParadigms还为报纸编辑和图书杂志出版商提供类似的名为iThenticate的抄袭检测服务。如今的Turnitin套件中除了抄袭检测服务外，还包括GradeMark和PeerMark两个服务，分别用于在线评分反馈和同行评审。2009年2月3日由Turnitin发布的软件套件中包含了抄袭检查、GradeMark和PeerMark三个服务，并命名为WriteCycle，然而随后于2010年9月4日发布的Turnitin2取替了原来WriteCycle的命名。
2019年3月，先進出版公司最终以17.5亿美元收购了该公司。

## 爭議
一些学校课程可能会要求学生必须向Turnitin提交自己的作品进行检测以避免学生抄袭，然而这样却引发了一些争议。一些学生拒绝向Turnitin提交自己的作品，认为要求提交意味着有罪推定。还有一些批评人士认为，专有软件Turnitin将学生的作品永久存储在Turnitin私人数据库中，并将其用于商业用途，侵犯了教育隐私和国际知识产权法。